# Hogeschool Inholland
Hogeschool Inholland is een hogeronderwijsinstelling in Nederland, in 2002 ontstaan door fusies van instellingen voor hoger beroepsonderwijs, in de provincies Noord- en Zuid-Holland. Het eerste College van Bestuur bestond uit Jos Albers, Lein Labruyere en Joke Snippe. Direct na de fusie had Inholland circa 40.000 studenten. Voorzitter van het College van bestuur was tussen 2007 en 2010 Geert Dales. In de periode 2010 tot december 2014 werd de functie vervuld door Doekle Terpstra. In de periode tussen december 2014 en augustus 2020 was Jet de Ranitz collegevoorzitter. Sinds 1 september 2020 is Bart Combee Collegevoorzitter van Inholland.
In niet-Nederlandstalige landen gebruikt Inholland de naam Inholland University of Applied Sciences.

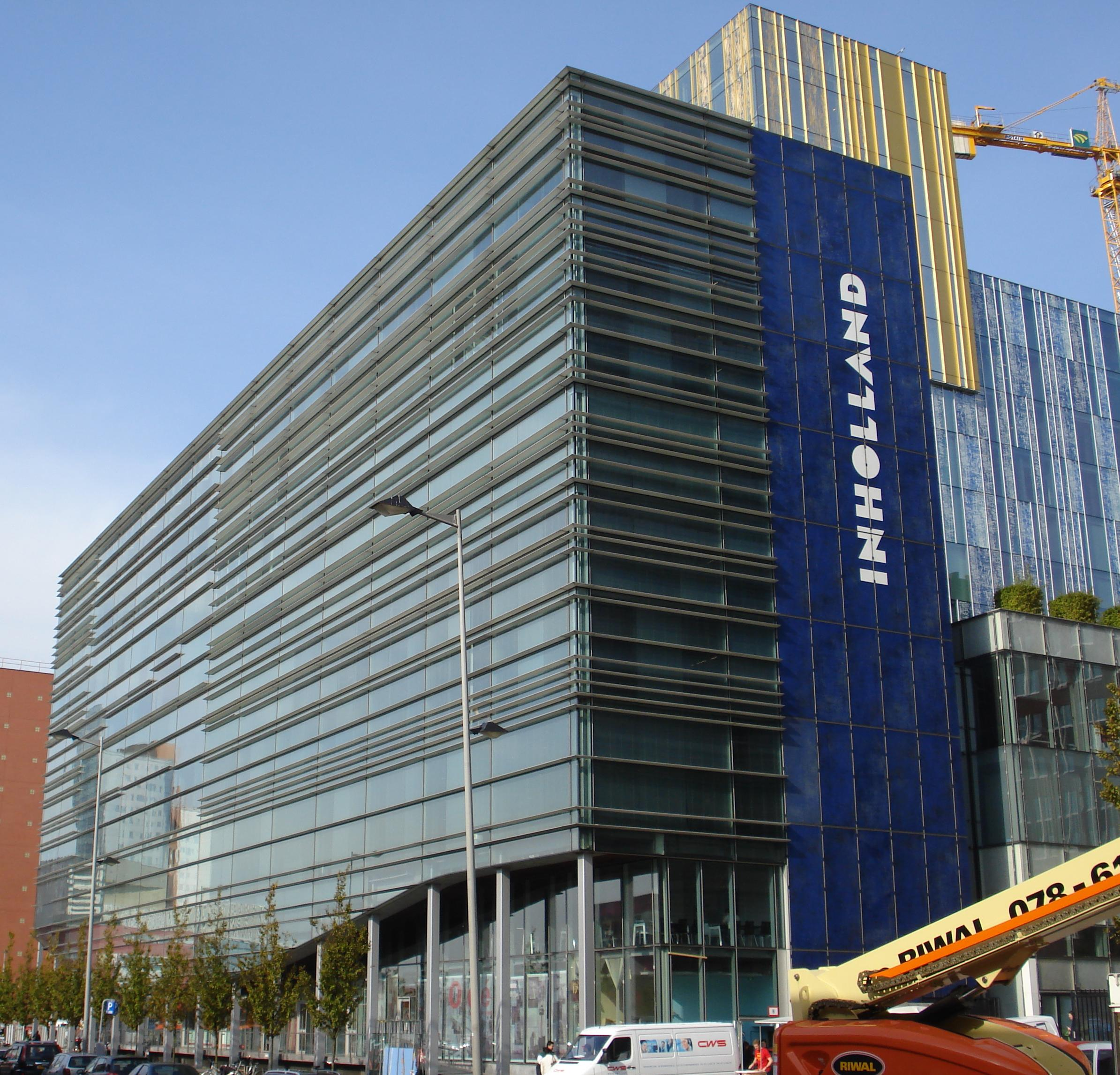
Inholland Rotterdam

## Opbouw
De hogeschool is in 2002 ontstaan na een scholenfusie tussen de hbo-instellingen Hogeschool Haarlem, de Hogeschool Alkmaar, de Hogeschool Holland (Diemen) en de Ichthus Hogeschool/Hogeschool Delft.
Inholland heeft vestigingen in Alkmaar, Amsterdam, Delft, Den Haag, Diemen, Dordrecht, Haarlem en Rotterdam. De instelling telt ongeveer 25.000 studenten, verspreid over de verschillende locaties. Ook is er een particuliere zijtak: Inholland Academy. Naast een breed aanbod aan bacheloropleidingen biedt Inholland ook associate-degree-programma's aan en een klein aantal masteropleidingen.
De hogeschool kent de volgende domeinen:
- Agri, Food & Life Sciences
- Business, Finance & Law
- Creative Business
- Gezondheid, Sport en Welzijn
- Onderwijs & Innovatie
- Techniek, Ontwerpen en Informatica

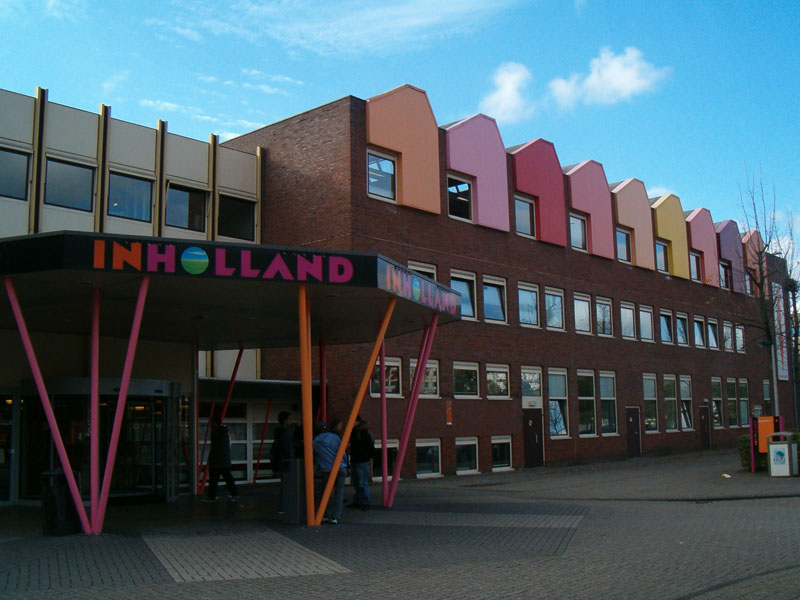
Inholland Amsterdam-Diemen